# Emil Audero
Emilio Audero Mulyadi (født 18. januar 1997) er en  indonesisk professionel fodboldspiller, der spiller som målmand for Serie A klubben Como.
Audero er født i Indonesien og en tidligere ungdomsinternational spiller for Italien, der nåede under-21-niveau. Han er kvalificeret til at spille for både Italien og Indonesiens landshold.

## Privatliv
Audero blev født i Mataram, Indonesien som søn af sin indonesiske far Edy Mulyadi og italienske mor Antonella Audero. Han flyttede med sin familie til sin mors hjemby i Cumiana, Italien i 1998.

## Klubkarriere

### Juventus

#### Ungdom
Audero kom til Juventus ungdomsakademi i 2008 som 11 årig, efter at være blevet set af Michelangelo Rampulla. Med Primavera (u-19)-holdet nåede han finalen i Campionato Nazionale Primavera 2015-16 under træner Fabio Grosso, kun for at tabe 7-6 på straffe til Roma efter uafgjort 1-1. 

#### Senior
Audero blev første gang kaldt op til Juventus' førstehold af træner Massimiliano Allegri den 30. november 2014, men forblev på bænken i Juventus' 2-1 hjemmesejr over lokalrivalerne fra Torino. Han blev kaldt op på bænken fem gange mere i løbet af sæsonen 2014-15. Han underskrev sin første professionelle kontrakt med klubben, da han fyldte 18, og blev endda inkluderet på holdets UEFA- liste; han blev kaldt op til førsteholdet 18 gange i alt, men endnu en gang undlod han at optræde for klubben.
Efter Rubinhos afgang i 2016 blev Audero forfremmet til klubbens tredjemålmand bag Gianluigi Buffon og Neto for sæsonen 2016-17. Efter 61 opkald i ligaen fik Audero sin professionelle debut for Juventus den 27. maj 2017 i en alder af 20 år, i den sidste kamp i Serie A- sæsonen 2016-17, en 2-1 udesejr over Bologna.

#### Lån til Venezia
Den 8. juli 2017 skiftede Audero til Serie B- klubben Venezia på lån.

### Sampdoria
Den 17. juli 2018 skiftede Audero til Serie A-klubben Sampdoria på lån indtil den 30. juni 2019 med option på at købe.  Den 26. februar 2019 købte Sampdoria Audero permanent i en aftale på en pris af €20 millioner. 

#### Lån til Inter Milan
Den 10. august 2023, efter Sampdorias nedrykning til Serie B i slutningen af den tidligere sæson, skrev Serie A-klubben Inter Milan og Audero under på et lån med en fremtidig mulighed for at gøre skiftet permanent. Den 29. november 2023 fik Audero sin debut for Inter Milan i UEFA Champions League-gruppespillet 2023-24 mod Benfica, som endte uafgjort 3-3.

## International karriere
Da han blev født i Indonesien af en indonesisk far og en italiensk mor, kan Audero fortsat spille for både Italiens og Indonesiens seniorlandshold.
Siden 2012 har han repræsenteret Italien på alle ungdomsniveauer fra under-15 til under-21. Med det italienske U17- landshold deltog han i 2013 UEFA European U17 Championship. Han blev udeladt af den italienske under-20-trup til 2017 FIFA U-20 World Cup i Sydkorea, da Juventus ønskede, at han skulle forblive berettiget til at spille for klubben. Den 4. september 2017 fik han sin debut for det italienske U21-landshold under Luigi Di Biagio i en 4-1 venskabssejr mod Slovenien i Cittadella. 

## Spillestil
Som en høj målmand  besidder Audero en god fysik og er kendt for sin beslutsomhed og reflekser samt sin hurtighed, når han suser af sin linje og evnen til at kaste sig til jorden og tage bolden, som sætter hans hold i stand til at holde en høj defensiv linje og inspirere en følelse af selvtillid i hans back-line; han er dog mindre dygtig med fødderne.      Han er anset for at være en talentfuld ung spiller i medierne. i 2019 inkluderede UEFA ham på deres liste over de mest lovende europæiske spillere i hans generation.  

## Karrierestatistik

### Klub
Oversigten er opdateret til og med kamp spillede 20 December 2023
| Klub              | Sæson          | Liga           | Liga  | Liga | Kop   | Kop | Europa | Europa | Andet | Andet | Total | Total |
| Klub              | Sæson          | Division       | Kampe | Mål  | Kampe | Mål | Kampe  | Mål    | Kampe | Mål   | Kampe | Mål   |
| ----------------- | -------------- | -------------- | ----- | ---- | ----- | --- | ------ | ------ | ----- | ----- | ----- | ----- |
| Juventus          | 2016-17        | Serie A        | 1     | 0    | 0     | 0   | 0      | 0      | 0     | 0     | 1     | 0     |
| Venezia (lån)     | 2017-18        | Serie B        | 38    | 0    | 1     | 0   | —      | —      | 3     | 0     | 42    | 0     |
| Sampdoria (lån)   | 2018-19        | Serie A        | 36    | 0    | 1     | 0   | —      | —      | —     | —     | 37    | 0     |
| Sampdoria         | 2019-20        | Serie A        | 36    | 0    | 2     | 0   | —      | —      | —     | —     | 38    | 0     |
| Sampdoria         | 2020-21        | Serie A        | 37    | 0    | 1     | 0   | —      | —      | —     | —     | 38    | 0     |
| Sampdoria         | 2021-22        | Serie A        | 29    | 0    | 1     | 0   | —      | —      | —     | —     | 30    | 0     |
| Sampdoria         | 2022-23        | Serie A        | 25    | 0    | 1     | 0   | —      | —      | —     | —     | 26    | 0     |
| Sampdoria         | Total          | Total          | 163   | 0    | 6     | 0   | 0      | 0      | 0     | 0     | 169   | 0     |
| Inter Milan (lån) | 2023-24        | Serie A        | 0     | 0    | 1     | 0   | 1      | 0      | —     | —     | 2     | 0     |
| Karriere i alt    | Karriere i alt | Karriere i alt | 202   | 0    | 8     | 0   | 1      | 0      | 3     | 0     | 214   | 0     |

## Trofæer
Inter Milan
- Serie A: 1 (2023-24)
- Supercoppa Italiana: 1 (2023-24)

Juventus
- Serie A: 3 (2014-15, 2015-16, 2016–17)
- Coppa Italia: 1 (2015-2016, 2016–17)

Italien U17
- UEFA European U-17 Championship andenplads: 2013